# Choquinha-de-asa-ferrugem
Formigueiro-de-dorso-ruivo ou choquinha-de-asa-ferrugem (Dysithamnus xanthopterus) é uma espécie de ave da família Thamnophilidae.
É endémica do Brasil.
Os seus habitats naturais são: regiões subtropicais ou tropicais húmidas de alta altitude.